# Taastrup Nykirke Sogn
Taastrup Nykirke Sogn er et sogn i Høje Taastrup Provsti (Helsingør Stift). Sognet ligger i Høje-Taastrup Kommune; indtil Kommunalreformen i 1970 lå det i Smørum Herred (Københavns Amt). I Taastrup Nykirke Sogn ligger Taastrup Nykirke.
I Taastrup Nykirke Sogn findes flg. autoriserede stednavne:
- Klovtofte (bebyggelse, ejerlav)
- Taastrup (bebyggelse)
- Taastrup-Valby (bebyggelse, ejerlav)

Taastrup Nykirke Sogn blev udskilt 1. juli 1918 af Høje-Taastrup Sogn.